# سیارک ۲۴۷۴۹
سیارک ۲۴۷۴۹ (به انگلیسی: 24749 Grebel، نامگذاری:1992SM17) بیست و چهار هزار و هفتصد و چهل و نهمین سیارک کشف شده‌است که در ۲۴ سپتامبر ۱۹۹۲ کشف شد.
قدر مطلق سیارک برابر ۴۰.۷ است.